# 張善継
張 善継（ちょう ぜんけい、Zhang Shanji、1813年 - 1861年）は、清末の白蓮教徒の蜂起の指導者の一人。
山東省臨清州侯家荘（現在の河北省邯鄲市邱県）の出身。代々白蓮教を伝えてきた家に生まれ、教主として数多くの門徒を擁していた。1861年3月、官府の圧迫に堪えかねて、弟子の楊泰らとともに白蓮教軍を組織して挙兵した。張善継は白蓮教軍の総首領に推され、黄・紅・白・緑・黒の五旗軍制を定め、「黄天聖主」と称して皇帝を名乗った。白蓮教軍はたちまち10余りの城を破り、山東省・直隷省・河南省を転戦した。これに対して清は勝保（シェンバオ）を派遣して、包囲体勢をとった。夏ごろから清軍の攻撃で占領した州県を失い、冠県の楊泰は戦死した。そこで捻軍の張楽行と連絡を取って、まず臨清州を陥落させ、次に東昌を攻略し、そこから北京を目指すという作戦をとった。しかし清軍の猛攻により十万の白蓮教軍は壊滅し、数千人とともに山西省に逃れようとした。しかしその途中に直隷省の沙河で捕らえられ処刑された。